# Kvægtorvet (København)
 For alternative betydninger, se Kvægtorv (Næstved).
Kvægtorvet i København åbnedes i 1879 og er tegnet af arkitekten Hans J. Holm. Hovedparten af hans værk findes stadig.
For kreaturernes skyld blev det i sin tid anlagt som en åben markedsplads, men blev i 1901 afløst af en stor overbygget Øksnehal med tilhørende kalvehal, fåre- og lammefolde.
Hovedparten af bygningerne er fredede og indgår i et byøkologisk projekt.